# Netelia atlantor
Netelia atlantor är en stekelart som beskrevs av Aubert 1971. Netelia atlantor ingår i släktet Netelia och familjen brokparasitsteklar. Inga underarter finns listade i Catalogue of Life.